# Ossiacher Tauern

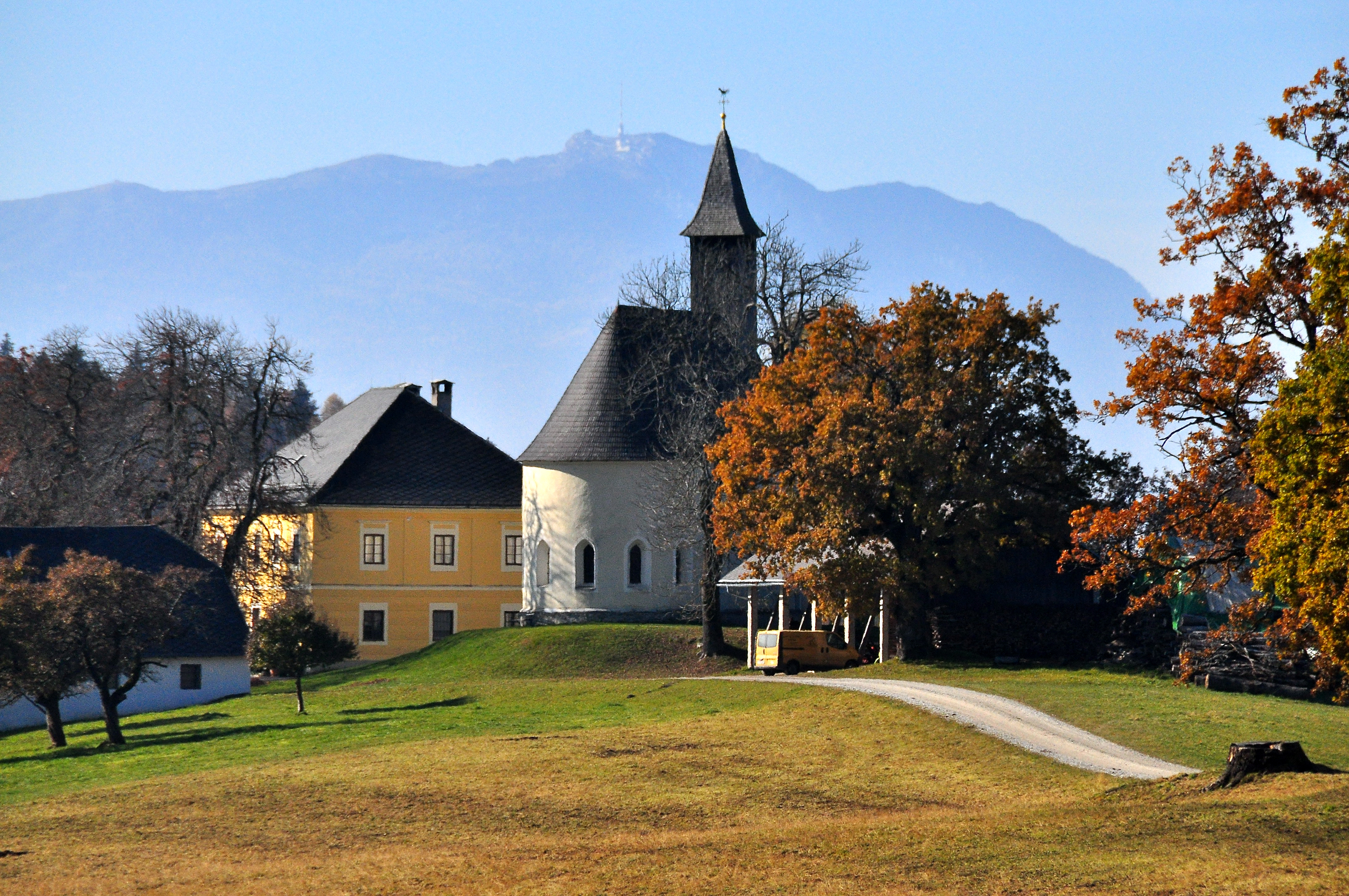
Meiereihaus und Filialkirche in Tauern, dahinter der Dobratsch

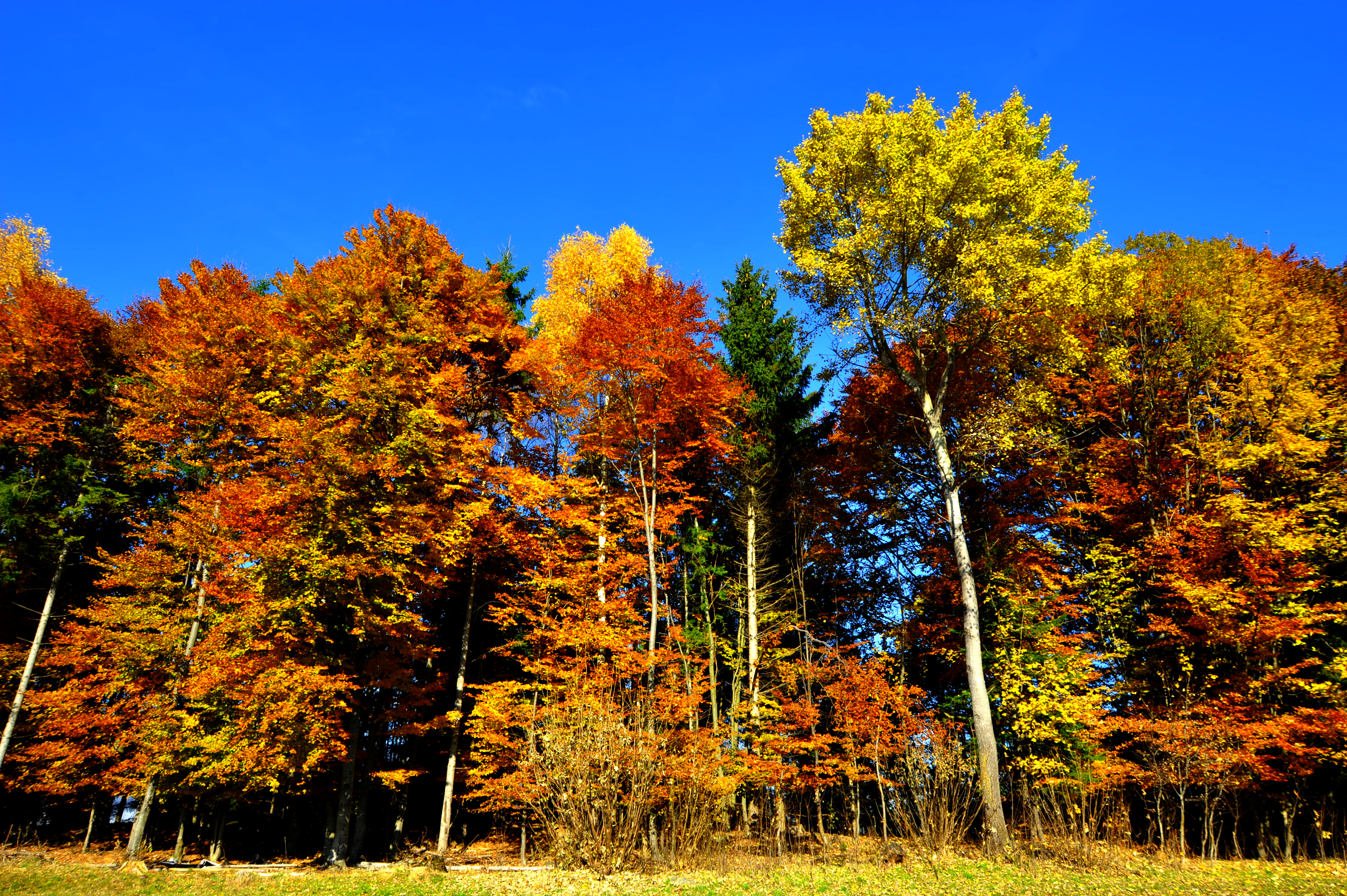
Herbstlicher Mischwald nahe dem Weiler Tauern

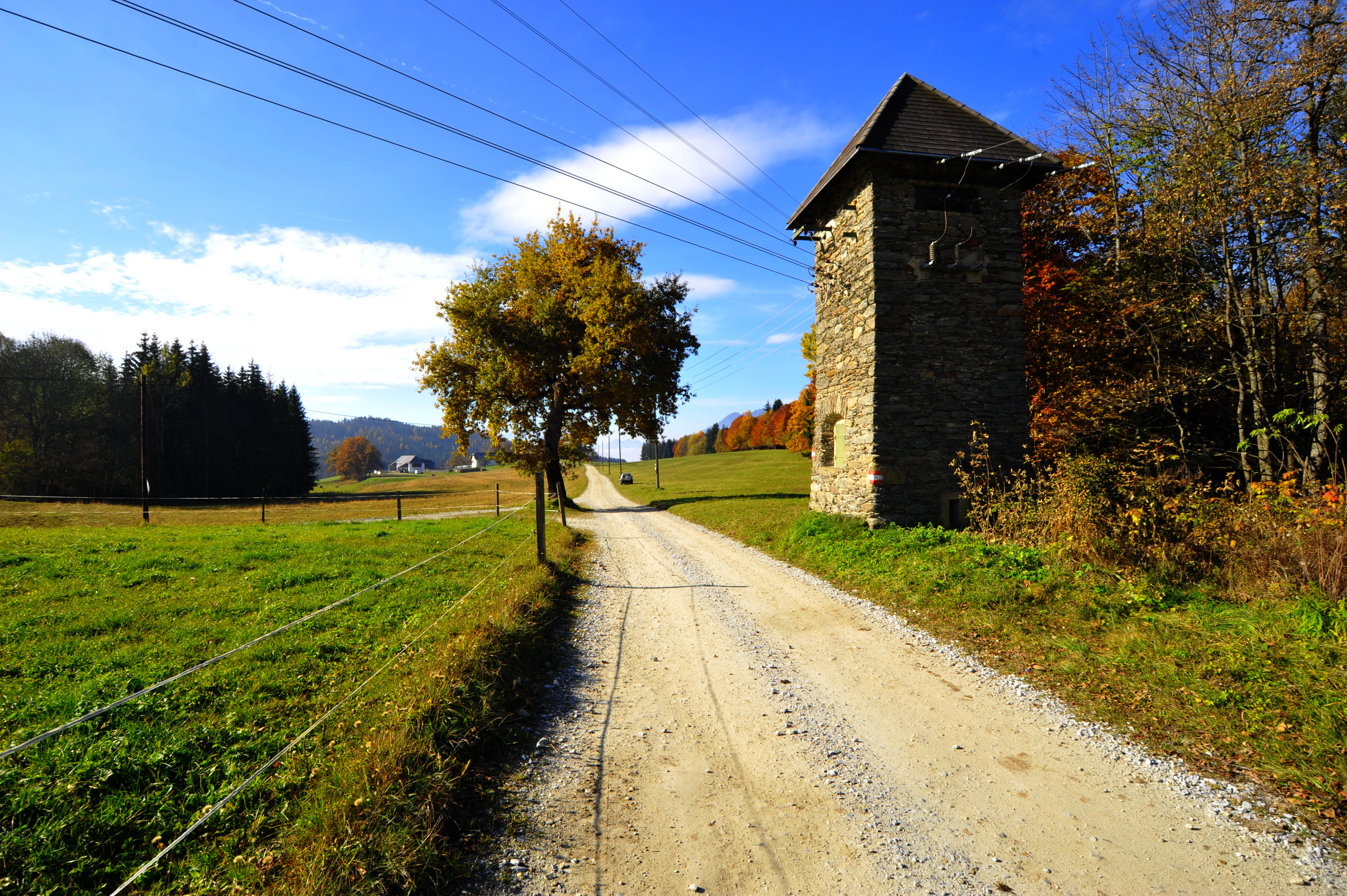
Umspannstation beim Weiler Tauern

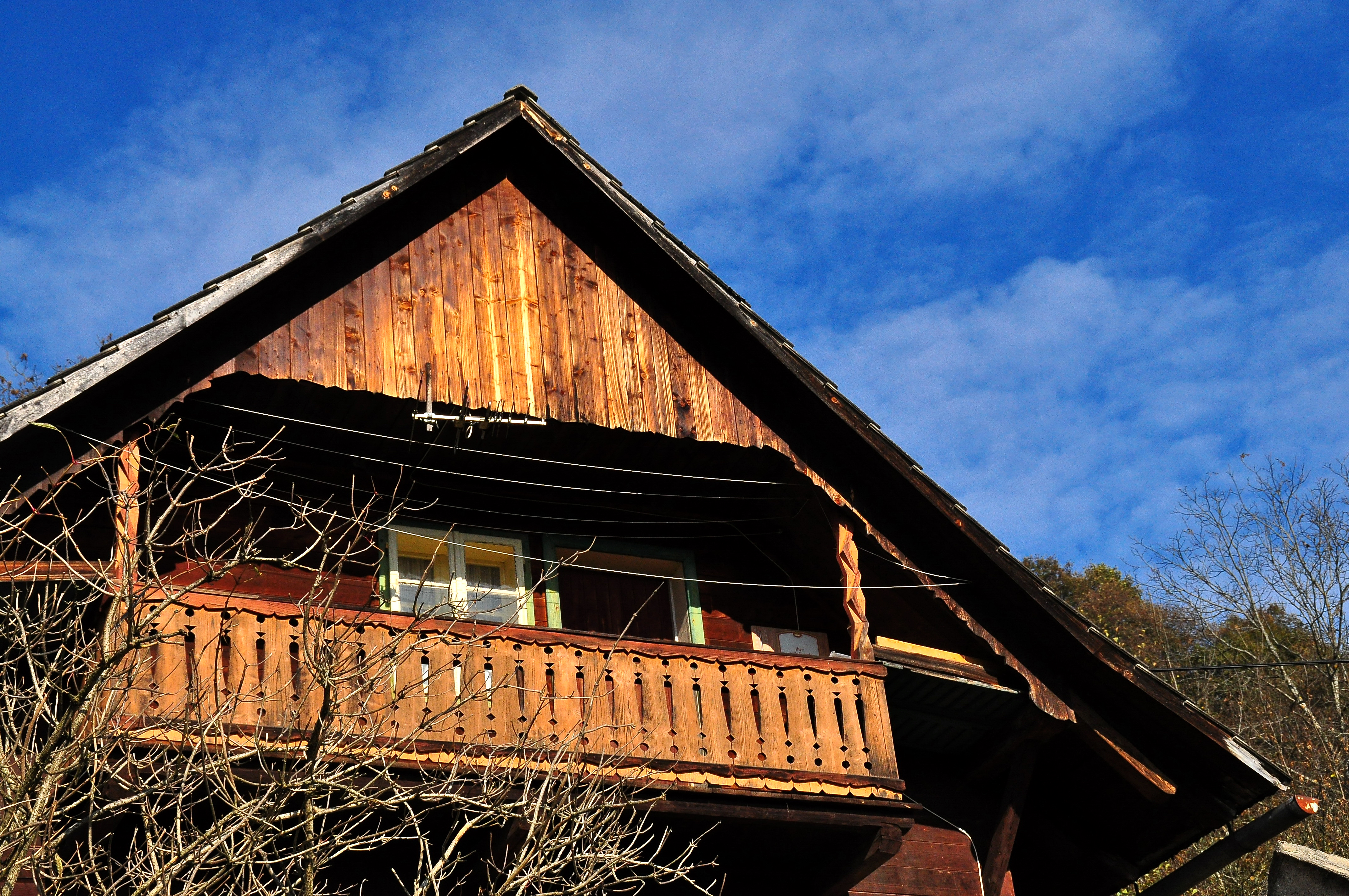
Typisches Mittelkärntner Holzhaus in Pernegg

Die Ossiacher Tauern (slowenisch: Osojske Ture, volkstümlich einfach Turje) sind ein waldiger Bergzug in Kärnten zwischen dem Ossiacher See im Nordwesten und dem Wörthersee im Südosten. Der höchste Punkt der Ossiacher Tauern ist der Taubenbühel mit 1069 m ü. A. An ihrem westlichen Ende befindet sich auf einer markanten Anhöhe weithin sichtbar die Burgruine Landskron. Unweit der als Restaurant und Greifvogelwarte revitalisierten Burg gelangt man entlang des Tauernwanderweges zum Jungfernsprung, einer steil zum Ossiacher See abfallenden Felsformation, von der man einen prachtvollen Blick auf den westlichen Teil des Sees und die Gerlitzen hat. Einen  markanten Blickfang von Villach aus bietet ein aufgelassener Steinbruch, von dem bis vor wenigen Jahren Steine für die Flussverbauung in Kärnten gebrochen wurden. In den Ossiacher Tauern finden sich auch etliche alte Bergwerksstollen. Hier wurden vor Jahrhunderten bereits Zink und andere Erze abgebaut. 
Im Volksmund werden die Ossiacher Tauern auch Die kleinen Tauern genannt. Im Weiler Tauern oben auf der Anhöhe steht das Tauernkirchlein. Im Nordosten befindet sich über der Bleistatt die Burgruine Prägrad.

## Geschichte
Das Stift Ossiach, verkehrsgünstig gelegen, aber eingezwängt zwischen Ossiacher See und Ossiacher Tauern, hatte wenig landwirtschaftliche Flächen in unmittelbarer Umgebung des Stifts. So hat es auf die Hochfläche des Tauern zurückgegriffen.
Wesentlich bestimmt ist die heutige Nutzung der Ossiacher Tauern durch die Äbte des 16. Jahrhunderts, Reiner und Konrad, die am Tauern die Landwirtschaft intensivierten und mit der Pferdezucht begannen. Die Pferde wurden den Bauern zur Verfügung gestellt, mit dem Ziel, deren Produktivität zu erhöhen.
Das Stift wurde im Jahre 1783 durch Kaiser Joseph II. aufgelöst und fiel, mit dem Tauernberg, in den Besitz des Staates. Die Pferdezucht jedoch blieb erhalten, zeitweise wurden für militärische Zwecke Kavalleriepferde gezüchtet.
1932 wurde der Ossiacher Tauern vom Landeskulturrat, dem Vorläufer der Landwirtschaftskammer von Kärnten, gepachtet. Die 
Hengstaufzucht wurde durch eine Stieraufzucht ergänzt. 1935 kaufte die inzwischen gegründete Landwirtschaftskammer den Ossiacher Tauern. Heute (Stand 2006) werden im Aufzuchthof Ossiacher Tauern hauptsächlich Noriker und Haflinger gezüchtet.
2023 wurde der Carinthische Sommer am Ossiacher Tauern von Vizekanzler Werner Kogler mit einer Oper von Antonio Fian und Wolfgang Puschnig nach der Sage der Nixe vom Tauern-Teich unter Leitung von Jury Everhartz eröffnet.

## Östlicher Teil

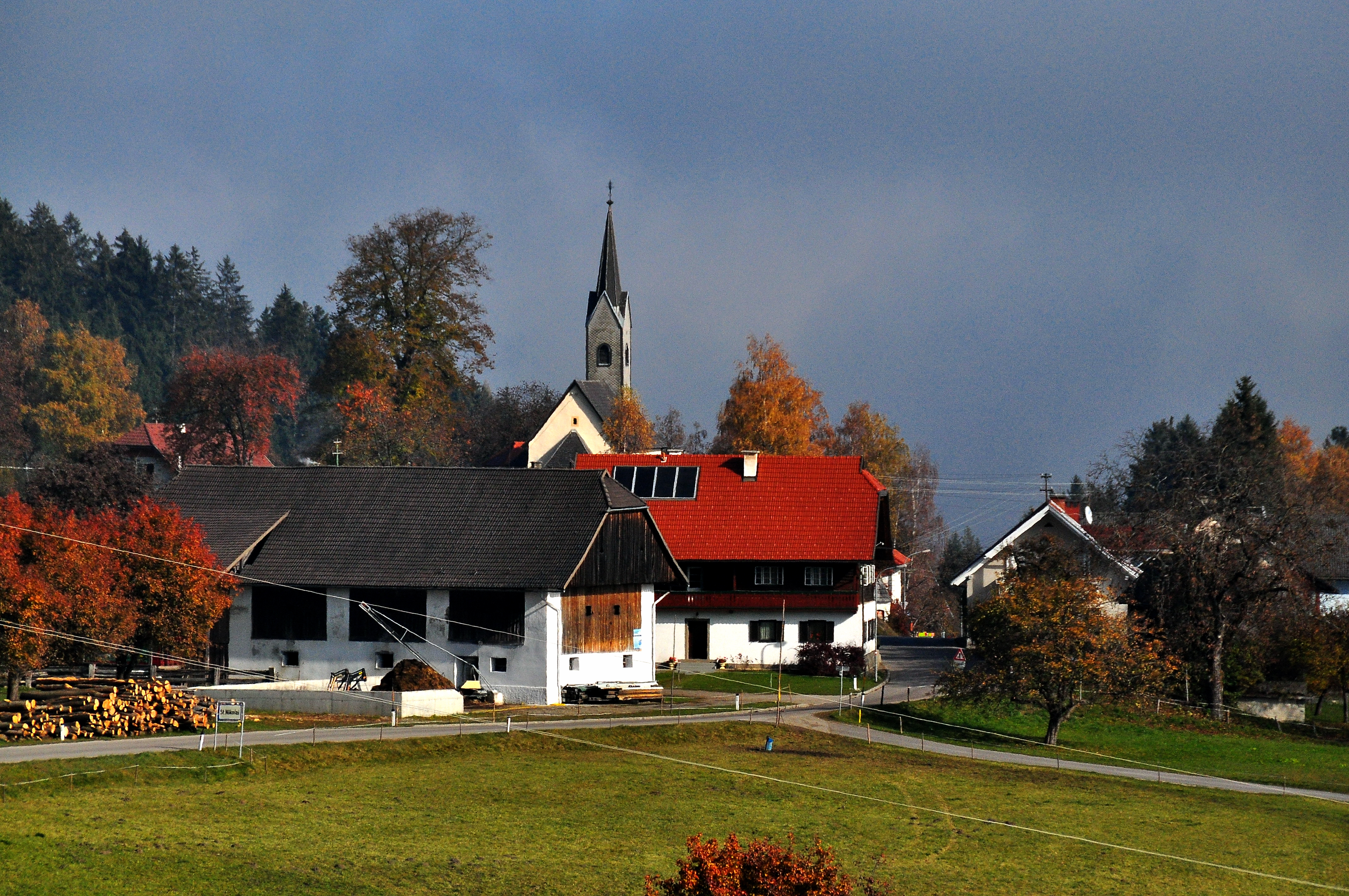
Sankt Nikolai Feldkirchen in Kärnten
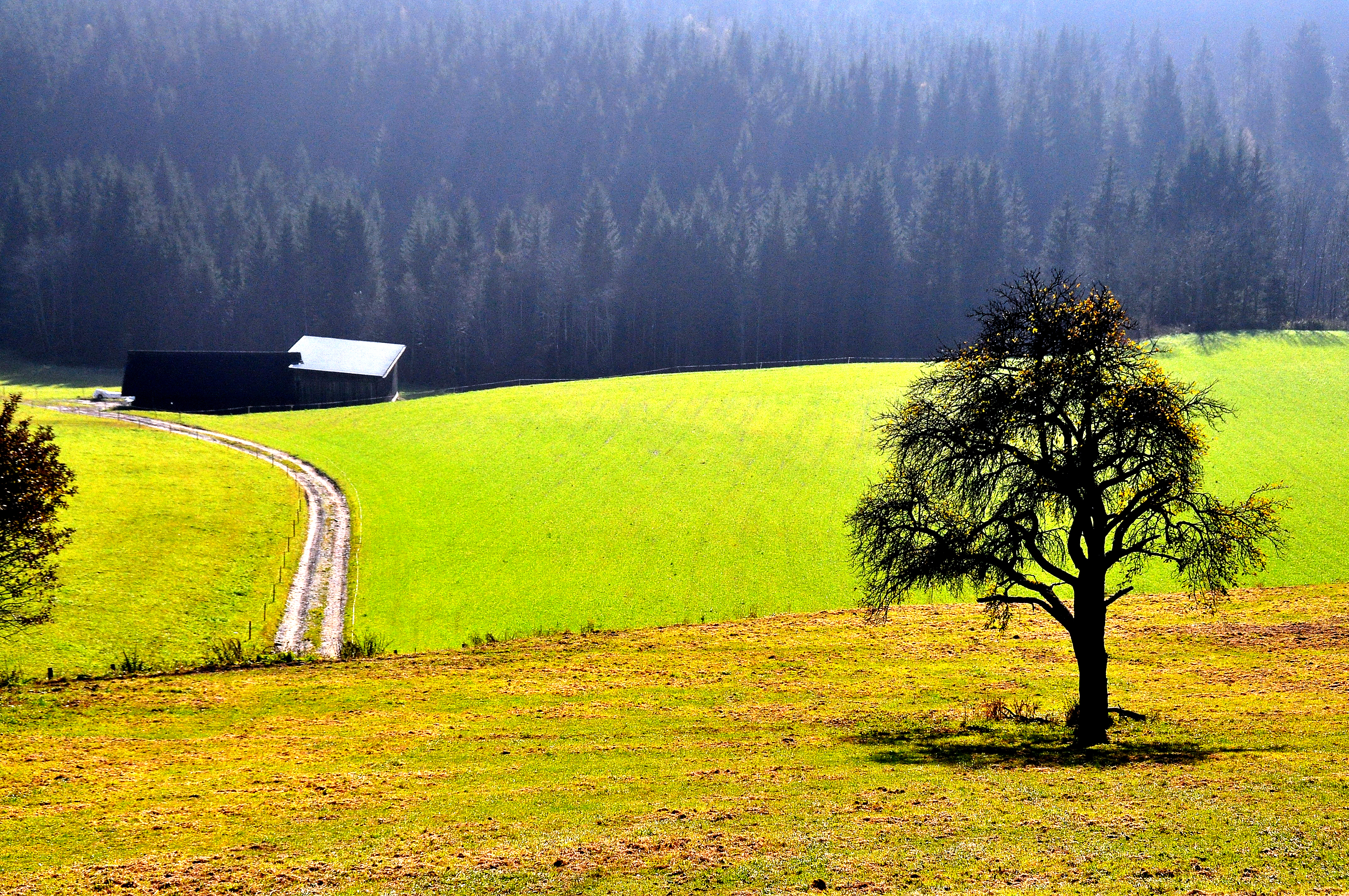
Landschaft bei Pernegg Feldkirchen in Kärnten
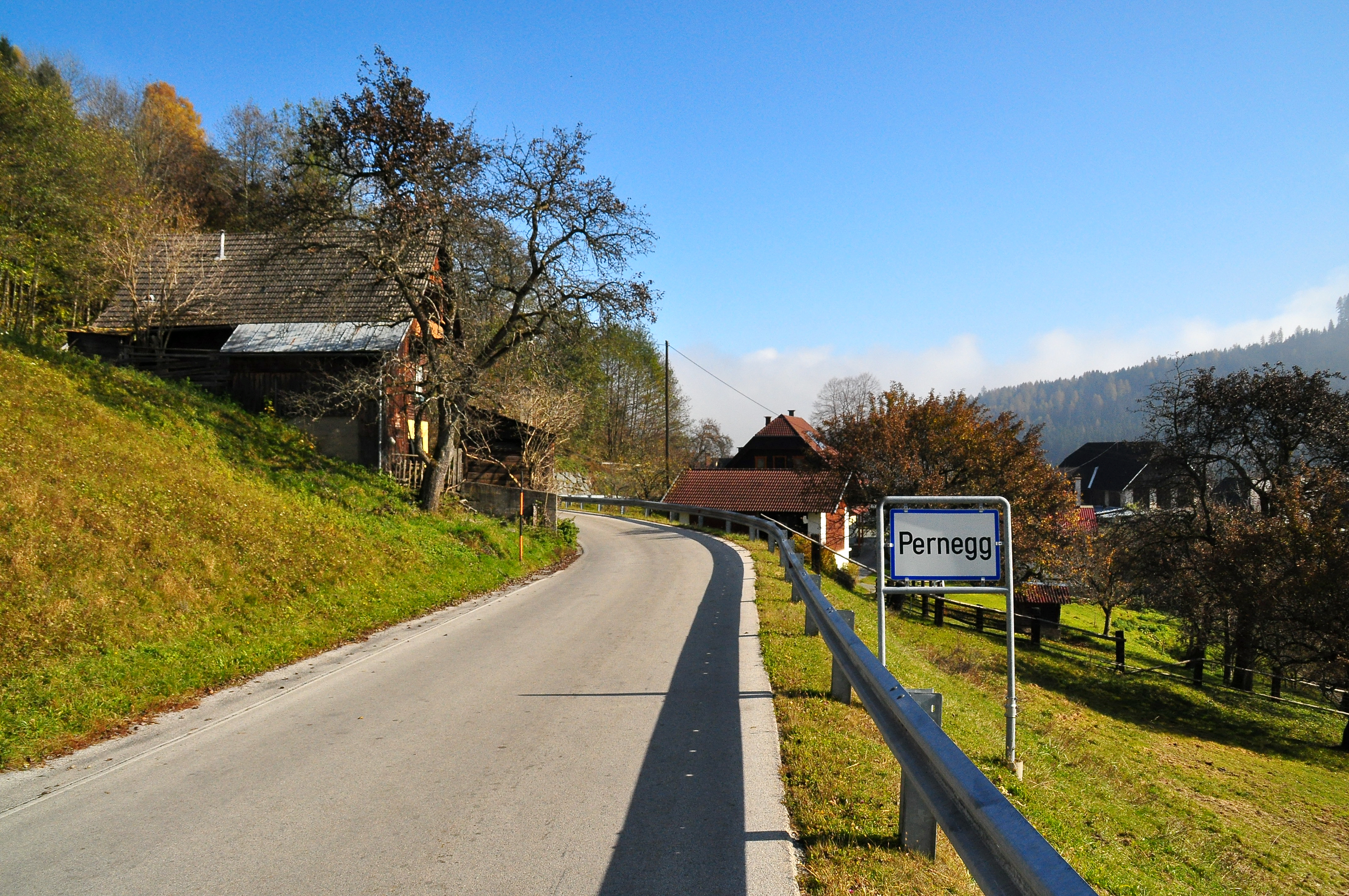
Pernegg Feldkirchen in Kärnten